# František Valoušek
František Valoušek, též Franz Walouschek (26. července 1863 Vřesovice – 14. března 1932 Kroměříž), byl český římskokatolický kněz, organizátor katolických spolků a politických stran od konce 19. století, člen Katolické strany národní na Moravě, československý politik, meziválečný poslanec Revolučního národního shromáždění a senátor Národního shromáždění ČSR za Československou stranu lidovou.

## Biografie

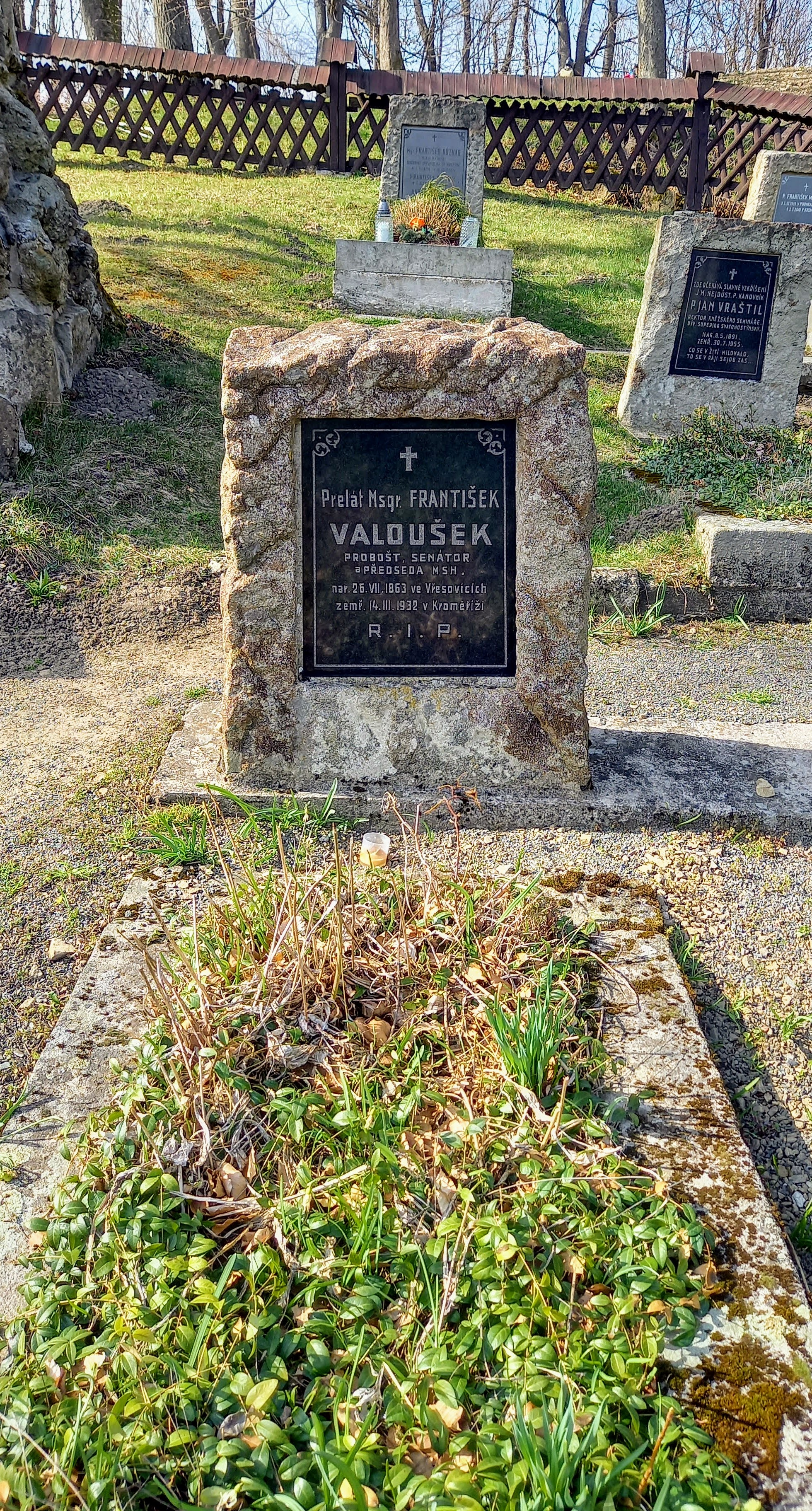
Hrob na Hostýně

Pocházel z řemeslnické rodiny krejčího z Hané. Na popud staršího bratra-kněze po absolvování Slovanského gymnázia v Olomouci (1882) studoval v hanácké metropoli. I teologii absolvoval v Olomouci, kde také v roce 1887 přijal kněžské svěcení. Poté působil na různých místech jako kaplan, například v letech 1895-1905 ve Vítkovicích, a nějakou dobu pracoval rovněž jako katecheta. Pak vystřídal řadu kaplanských míst – v Brance, Šumicích, Staříči a Chropyni. V roce 1899 se vrátil do rodného kraje a do roku 1920 působil v Němčicích nad Hanou jako kaplan, farář a děkan. V roce 1920 byl povolán do Kroměříže na místo probošta Kolegiátní kapituly u sv. Mořice, v roce 1923 jmenován prelátem a v roce 1925 apoštolským protonotářem.
V roce 1901 se zúčastnil sjezdu českých katolíků v Kroměříži, kde 25. srpna mluvil o sociální otázce. V roce 1899 byl jmenován farářem v Němčicích na Hané, kde strávil značnou část svého života. Počátkem 20. let 20. století se stal proboštem kroměřížské kapituly, jímž zůstal až do své smrti, a v roce 1923 byl jmenován prelátem Jeho Svatosti.
Byl také literárně a politicky činný, publikoval zejména v moravských časopisech. Od studentských let se zajímal o sociální problematiku, publikoval už jako bohoslovec, a jeho hluboké teoretické vědomosti a rozhled po evropské literatuře vedly olomouckého arcibiskupa Theodora Kohna k rozhodnutí připravovat ho pro stolici sociologie na olomoucké teologické fakultě. Během svého působení na Ostravsku krátce redigoval časopis Zájmy dělnictva. Publikoval povídky ze života moravského lidu (Vrstevnice) a historické romány (Z těžkých dob Moravy) a překládal z ukrajinštiny.
Od roku 1897 stál v čele úsilí o vytvoření Sdružení katolických spolků arcidiecéze olomoucké a svolal jeho sjezdy v Hulíně (říjen 1897) a ve Vítkovicích (červenec 1898). Podpořil iniciativu redaktora Antonína Rybníčka k založení obdobného sdružení v Brně (Sdružení katolických spolků v diecézi brněnské, listopad 1898) a na sjezdu ve Vyškově v dubnu 1899 vzniklo Zemské ústředí křesťanských sociálů na Moravě, které současně připravilo návrh a podklady pro politizaci tohoto proudu a založení křesťansko-sociální strany na Moravě. Valoušek zřejmě jako člen Národní strany katolické na Moravě ustoupil do pozadí a vůdčí roli přenechal Janu Šrámkovi, který připravil na 3. a 4. září 1899 ustavující sjezd Moravsko-slezské křesťansko-sociální strany na Moravě, jenž proběhl na Velehradě.
V roce 1901 Valoušek poprvé kandidoval za Národní stranu katolickou na Moravě do Říšské rady (celostátní parlament). Zvolen byl do ní ovšem poprvé až ve volbách do Říšské rady roku 1907, kdy byl zvolen za český okrsek Morava 15. Usedl do poslanecké frakce Český katolicko-národní klub. Opětovně byl zvolen za týž obvod i ve volbách do Říšské rady roku 1911 a ve vídeňském parlamentu setrval do zániku monarchie.
Jako poslanec také zastupoval slovácké volební kraje na Moravském zemském sněmu v letech 1906-1913. V zemských volbách roku 1906 byl zvolen na Moravský zemský sněm za českou kurii venkovských obcí, obvod Holešov, Bystřice pod Hostýnem.
Od roku 1918 zasedal za lidovce v Revolučním národním shromáždění. V parlamentních volbách v roce 1920 získal senátorské křeslo v Národním shromáždění. V roce 1924 se stal místopředsedou senátu poté, co zemřel senátor Josef Kadlčák. Mandát senátora obhájil v parlamentních volbách v roce 1925 (stal se opět i místopředsedou horní komory parlamentu) a parlamentních volbách v roce 1929. V senátu zasedal do své smrti roku 1932. Pak ho jako náhradník vystřídal Leopold Koubek.
I přes politickou aktivitu pokračoval v literární činnosti, v níž zpracovával vedle náboženských a historických témat především sociální látku. Zatímco jeho básnická tvorba (v češtině a latině) zůstala pouze na okraji a je roztroušena po řadě novin a časopisů (Našinec), dobově našly ohlas jeho povídky (1897 Tři povídky, Vrstevnice a jiné povídky) a dramatické práce (Srdce a peníze, Zkáza, Svatý Václav, Chudáček Boží, Svatá Alžběta); ve 30. l. vyšly v několika svazcích v Přerově v edici Šlépěje života. Překládal z ukrajinštiny. Zájem o literaturu a umění Valouška přivedl do řad české Katolické moderny, publikoval v Novém životě a účastnil se jejích prvních sjezdů. Řadu let byl předsedou Matice svatohostýnské a na posvátném Hostýně se také nechal pochovat. V roce 1930 začal trpět těžkou srdeční chorobou, která následně vedla k jeho úmrtí.

## Dílo
- Vrstevnice a jiné povídky, Papežská knihtiskárna benediktinů rajhradských, Brno 1897
- Tři povídky Františka Valouška, Dědictví sv. Cyrilla a Methoděje, Brno 1897. Dostupné online
- Jaké manželství chceme?, Liga kněží arcidiecése olomoucké, Olomouc 1906
- Dvě cesty – povídka z pohorské vesnice, vlastním nákladem, Přerov
- Chudáček boží – drama ve 4 jednáních, Tiskové družstvo, Hradec Králové 1922
- Srdce a peníze – vesnické drama moravské o 5 jednáních, Družstevní knihtiskárna, Hradec Králové 1926
- Svatá Alžběta – drama o 5 jednáních, Tiskové družstvo, Hradec Králové 1927
- Jesličky – dramatický obraz o 4 jednáních, Šlépěje života, Přerov 1927
- Svatý Václav – truchlohra ve 3 jednáních s proměnou, Šlépěje života, Přerov 1928
- Zkáza – nesváry synů Svatoplukových a zkáza říše Velkomoravské nájezdy Maďarů, Šlépěje života, Přerov 1929
- V otroctví šachet a pecí – obrazy a povídky ze života sociálního I, Šlépěje života, Přerov 1929
- Spása a sláva, Šlépěje života, Přerov 1929
- Rostislav a Pribina, Šlépěje života, Přerov 1929
- V otroctví šachet a pecí – obrazy a povídky ze života sociálního II, Šlépěje života, Přerov 1930
- Perly v hlubinách a jiné povídky, Šlépěje života, Přerov 1932

Poznámka: Uvedeno je vždy jen první vydání titulu.